# Ilítxevka
Ilítxevka (en rus: Ильичевка) és un poble (un khútor) de l'óblast de Rostov, a Rússia, que en el cens del 2010 tenia 58 habitants, pertany al municipi de Verkhnetxirski.